# Черномордиков, Давид Ааронович
Давид Ааронович Черномордиков (1869—1947) — русский композитор, пианист, писатель

, дипломат, музыкальный педагог и музыкальный критик; один из авторов «Еврейской энциклопедии Брокгауза и Ефрона».

## Биография
Родился 17 (29) июля 1869 года в городе Баку. С 13 лет стал обучаться игре на фортепиано у В. А. Войцеховского. С 1887 по 1890 год обучался в столице Франции в музыкальном интернате Шарля Франсуа Гуно. По возвращении поступил и успешно окончил Петербургскую консерваторию по классу теории композиции профессора Н. Ф. Соловьева.
Напечатал рабочий гимн «Вперед» на слова Александра Модестовича Хирьякова, «Боевой марш», гармонизацию революционных песен и др.
Как музыкальный критик, Черномордиков размещал свои статьи в основном в «Сыне отечества» (1898—1900), «Новостях» (1901—1905), «Живописном обозрении стран света» (музыкальный отдел), но публиковался и в других периодических печатных изданиях. Использовал псевдонимы Д. Быков, Орфей, Черномор, Додо, Новый и др.
В 1905 году примкнул к крылу большевиков РСДРП и принял участие в революции 1905 года.
Некоторое время он редактировал газету «Театр»; принимал участие в журнале «За семь дней». Помимо этого он написал несколько статей для «Еврейской энциклопедии Брокгауза и Ефрона».
Д. А. Черномордиков стал одним из инициаторов «Общества еврейской народной музыки» созданного с целью содействовать изучению и развитию в России еврейской народной музыки — духовной и светской; с 1908 года был его председателем; организация просуществовала до 1924 года.
В 1914 году Черномордиков переехал в родной город, где основал музыкальную школу, в которой преподавал игру на фортепьяно, а также занимал посты директора музыкальных курсов, председатель музыкально-драматической секции Народного дома и руководителя хора рабочих бакинских типографий. Одновременно с этим публиковал свои труды в газете «Известия Совета рабочих и крестьянских депутатов».
После Октябрьской социалистической революции стал заведующим подотделом искусств в театральном отделе Наркомпроса. В 1917 году Черномордиков создал Бакинский союз музыкантов.
В 1920—1921 гг. Д. А. Черномордиков занимал должность профессора по классу композиции и истории музыки в консерватории города Владикавказа.
В 1922 году Черномордиков переехал в Москву, где возглавил оперный коллектив и принимал участие в работе музыкального издательства.
В 1923 году по его инициативе был создан журнал «Музыкальная новь». В том же году была создана Российская ассоциация пролетарских музыкантов (РАПМ) и Д. Черномордиков был избран её председателем; организация прекратила свое существование в 1932 году. Одновременно с этим, в 1921—1923 гг. работал в Госиздате (Главное управление государственным издательством Наркомпроса РСФСР).
С 1926 по 1930 год состоял в Греции на дипломатической работе.
В 1930—1934 гг. Черномордиков занимал должности директора Московского театра оперетты, директора Московской филармонии, заведующего музыкальным отделением Государственного объединения музыкальной эстрады и цирка и директора управления филармониями.
В 1934—1935 гг. он занимал пост ответственного редактора журнала «Музыкальная самодеятельность».
Умер 31 января 1947 года в городе Москве.
Как композитор, оставил после себя симфонию, увертюру, поэму-кантату «Северная легенда», струнный квартет, хоры и фортепианные пьесы.